# Co-Dependent's Day
Co-Dependent's Day (em português: O Dia da Co-Dependência) é o décimo quinto episódio da décima quinta temporada de The Simpsons. Sua primeira exibição nos Estados Unidos foi no dia 21 de março de 2004. Nele, Bart e Lisa conversam com um diretor de filme.

## Enredo
Depois de uma visita da família ao Cosmic Wars Ranch na California onde Marge se apaixona por um vinho local, Homer ganha uma companheira de bebida, inclusive nas idas ao Moe. Mas as coisas se complicam quando a licença de motorista de Homer expira e ele se envolve, bêbado, num acidente de carro, tendo que colocar a culpa em Marge.